# 勞阿達 (北卡羅來納州)
勞阿達（英語：Lauada）是位於美國北卡羅萊納州斯溫縣的非建制地區。

## 歷史
勞阿達的郵局於1921年設立，其後於1956年停運。

## 地理
勞阿達所處的海拔為高於海平面597米（即1959英呎），而該地所採用的時區為UTC-5，即北美东部时区（EST）。同時該地設有夏令時間，為UTC-5調快一小時，即UTC-4（EDT）。